# Peintures murales en Finistère
Cette liste recense les peintures murales en Finistère, département de la région Bretagne, avec un classement non exhaustif dans l'ordre chronologique, puis alphabétique.

## XIIesiècle
- Plounéour-Ménez, abbaye du Relec, 1132 de l'ordre cistercien : premiers décors peints aux XIIe siècle, puis au XIIIe siècle, quelques vestiges lacunaires des peintures du XIVe siècle, d'autres dans le siècle suivant et un seul décor du XVIe siècle et les derniers retrouvés sont du XVIIe siècle dans la chapelle Saint-Bernard.  Classé MH (1914)[1].

## XVesiècle
- Morlaix, église Saint-Melaine  Classé MH (1914) : peintures murales de la chapelle Saint-Yves (1466-1467), aujourd'hui disparues suite aux bombardements de 1943. Le tympan intérieur du porche latéral est peint[2].

## XIXesiècle
- Landerneau, église Saint-Houardon : dans le chœur une fresque du peintre Yan' Dargent (1824-1899), Cortège des saints personnages convergeant vers le Christ glorieux (1891-1893)[3].
- Ploudalmézeau : Yan' Dargent a peint un Purgatoire dans la chapelle des Trépassés et une Descente de croix dans la chapelle du Sacré-Cœur[4].
- Quimper, cathédrale Saint-Corentin : Mgr René-Nicolas Sergent, nommé en 1855, confie à Yan' Dargent l'ornementation picturale des murs du pourtour du chœur et des chapelles, avec des scènes tirées de l'évangile et de La Légende dorée peintes entre 1871 et 1883 en utilisant la technique  de la peinture à la cire et à l'huile appliquée sur un enduit sec. Parmi ces œuvres figurent quelques scènes d'histoire locale : Le Père Maunoir recevant le don  de la langue bretonne et Le Vénérable dom Michel Le Nobletz prêchant à une foule en Bretagne[5] ,[3]. Cet édifice est   Classé MH (1862).
- Saint-Servais, église Saint-Servais : fresque de Yan' Dargent réalisé sur le mur ouest de l'ossuaire vers 1885 intitulée Ar peden hag an aluzen a denn an eneou a boan (La Prière et l'aumône soulagent la peine des âmes)[3]. Édifice  Classé MH (1914).